# Albert Meister
Albert Meister (Basilea, 22 luglio 1927 – Kyoto, 6 gennaio 1982) è stato un sociologo svizzero.
Ricercatore presso l'École des Hautes Études en Sciences Sociales, è stato uno dei più autorevoli e qualificati studiosi della teoria e delle esperienze autogestite.

## Biografia
Nel corso dei suoi studi e della sua formazione si occupa di comunità lavorative, di gruppi residenziali, di associazioni rurali e di altre realtà delimitate; studia i programmi di sviluppo regionali e locali, collaborando in Italia al decentramento regionale ispirato da Adriano Olivetti, sino a orientarsi gradualmente verso lo studio di trasformazioni di scala nazionale e continentale. Nel corso di questo spostamento/approfondimento dal micro al macro, arriva ad indagare il sistema dell'inflazione come dinamica transnazionale.
Tra le sue opere più importanti sono: L'Afrique peut-elle partir? (1966), Où va l'autogestion yougoslave? (1970), L'inflation creatrice (1975), L'autogestion en uniforme (1981). Scrisse spesso sotto pseudonimo, firmando con altri nomi (A. Sigolfa, C. Sniffe-Neef, Nepeutze, Gustave Joyeux sono alcuni dei suoi nomi) soprattutto gli articoli pubblicati sulla rivista Le Fou parle di cui è uno dei fondatori. Muore a 54 anni, il 6 gennaio del 1982 a Kyoto, dove aveva iniziato ad occuparsi di scultura e a disegnare.

## Sotto il Beaubourg

Copertina di Sotto il Beaubourg

Sotto il Beaubourg è il racconto-divertissement-testimonianza dello scopritore della contrazione molecolare tangenziale Gustave Auffelpin, pseudonimo con cui il sociologo Albert Meister firmò questo scritto.
Il 15 dicembre del 1976 quando a Parigi, in Francia, viene inaugurato l'emblema della Cultura del Centre Pompidou, si inaugura contemporaneamente, ma nella forma di una grande assemblea generale, l'altro centro per un'altra cultura, l'altra faccia della medaglia, in un edificio che varca specularmene lo spazio sotterraneo del Beaubourg\Pompidou, col nome-non nome di Sotto il Beaubourg. Grazie alla scoperta della "contrazione molecolare tangenziale" di Gustave Affeulpin, l'oscurità della terra si contrae e apre in 7 milioni di metri cubi volatilizzati, che costituiscono l'enorme spazio bucato in cui si avviluppa e prende vita questo luogo di mitopoiesi che non vuole essere né presentarsi come un museo né come centro per l'arte, ma come un vero mondo im-possibile che prende vita in un'utopia realizzata sotto i nostri piedi. 54 piani "sono stati destinati alla cultura, cioè alla cultura che vorrete fare voi, perché non c'è qui alcuna definizione aprioristica di cultura né alcun potere per imporne una, io stesso non so con precisione cosa significhi cultura".

## Opere
- A. Cossu, D. Are, A. Meister, Autonomia e solidarietà nel Montiferru, "Il Montiferru", Cagliari 1959.
- H. Desroche - A. Meister Una comunità di lavoro della regione parigina, Edizioni di Comunità, Milano 1960.
- A. Meister, La pianificazione rurale in Israele, Edizioni di Comunità , Milano 1964.
- A. Meister, I piccoli gruppi : partecipazione organizzata, partecipazione spontanea, con prefazione di Paolo De Sandre; a.v.e., Roma 1965.
- A. Meister, Socialismo e autogestione : esperienza jugoslava, a.v.e., Roma 1967.
- A. Meister, Sviluppo comunitario e partecipazione sociale, Edizioni di Comunità , Milano 1971.
- A. Meister, Partecipazione sociale e cambiamento sociale : materiali per una sociologia delle associazioni, a.v.e., Roma 1971.
- A. Meister , (1976) tr. it. Sotto il Beaubourg, Eléuthera, Milano 1988.